# Platysphaera
Platysphaera es un género de insecto coleóptero de la familia Chrysomelidae.

## Especies
Las especies de este género son:
- Platysphaera indochinensis (Chen, 1934)
- Platysphaera thaiensis (Medvedev, 2001)